# إنغليووود (كاليفورنيا)
إنغلوود (بالإنجليزية: Inglewood)، هي مدينة تقع في جنوب غرب مقاطعة لوس أنجلوس بولاية كاليفورنيا في الولايات المتحدة، وهي جزء من منطقة متروبوليتان لوس أنجلوس الكبرى. ووفقًا لتعداد الولايات المتحدة لعام 2020، بلغ عدد سكان المدينة 107,762 نسمة. تقع المدينة في منطقة ساوث باي ضمن مقاطعة لوس أنجلوس، بالقرب من مطار لوس أنجلوس الدولي.
بدأ تطوير منطقة إنغلوود بعد افتتاح خط سكة حديد فينيس–إنغلوود في عام 1887، وتم دمجها رسميًا كمدينة في 14 فبراير 1908. وتضم المنطقة حقل إنغلوود النفطي، وهو أكبر حقل نفطي حضري في الولايات المتحدة.
تُعد المدينة مركزًا رئيسيًا للرياضات الاحترافية، إذ احتضنت العديد من الفرق التي لعبت في منشآتها. افتُتحت "قاعة كيا"، وهي ساحة مغلقة، عام 1967، واستضافت فرقًا بارزة مثل لوس أنجلوس ليكرز من دوري كرة السلة الأمريكي للمحترفين، ولوس أنجلوس كينغز من دوري الهوكي الوطني، ولوس أنجلوس سباركس من دوري كرة السلة الأمريكي للسيدات، وذلك حتى افتتاح مركز "ستايبلز" في عام 1999.
ومنذ افتتاح ملعب "سوفي ستاديوم" في عام 2020، أصبح موطنًا لفريقي دوري كرة القدم الأمريكية (NFL): لوس أنجلوس رامز ولوس أنجلوس تشارجرز. كما سيستضيف هذا الملعب حفلي الافتتاح والختام لدورة الألعاب الأولمبية الصيفية لعام 2028. وفي عام 2024، بدأ فريق لوس أنجلوس كليبرز من دوري دوري كرة السلة الأمريكي للمحترفين اللعب في قاعة "إنتويت دوم.

## التركيبة السكانية
حدّد مكتب تعداد الولايات المتحدة بيانات التركيبة السكانية لإنغليووود في تعداد الولايات المتحدة. في ما يلي، التركيبة السكانية حسب تعدادي 2000 و2010.

### تعداد عام 2000
بلغ عدد سكان إنغليووود 112,580 نسمة بحسب تعداد عام 2000، وبلغ عدد الأسر 36,805 أسرة وعدد العائلات 25,851 عائلة مقيمة في المدينة. في حين سجلت الكثافة السكانية 4,780.5 نسمة لكل كيلومتر مربع (12,381.4/ميل2). وبلغ عدد الوحدات السكنية 38,648 وحدة بمتوسط كثافة قدره 1,641.1 لكل كيلومتر مربع (4,250.4/ميل2).
وتوزع التركيب العرقي للمدينة بنسبة 19.10% من البيض و47.13% من الأمريكيين الأفارقة و0.69% من الأمريكيين الأصليين و1.14% من الأمريكيين ذوي الأصول الآسيوية و0.36% من سكان جزر المحيط الهادئ و27.38% من الأعراق الأخرى و4.20% من عرقين مختلطين أو أكثر و46.04% من الهسبانيون أو اللاتينيون من أي عرق.
بلغ عدد الأسر 36,805 أسرة كانت نسبة 48.6% منها لديها أطفال تحت سن الثامنة عشر تعيش معهم، وبلغت نسبة الأزواج القاطنين مع بعضهم البعض 38.5% من أصل المجموع الكلي للأسر، ونسبة 24.9% من الأسر كان لديها معيلات من الإناث دون وجود شريك، بينما كانت نسبة 6.9% من الأسر لديها معيلون من الذكور دون وجود شريكة وكانت نسبة 29.8% من غير العائلات. تألفت نسبة 25.3% من أصل جميع الأسر من عدة أفراد يعيشون في نفس المنزل ونسبة 6.4% كانت تتألف من شخص يعيش بمفرده يبلغ من العمر 65 عاماً أو أكثر. وبلغ متوسط حجم الأسرة المعيشية 3.02، أما متوسط حجم العائلات فبلغ 3.63.
بلغ العمر الوسطي للسكان 29.6 عاماً. وكانت نسبة 32.3% من القاطنين تحت سن الثامنة عشر، وكانت نسبة 10.2% بين الثامنة عشر والرابعة والعشرين عاماً، ونسبة 31.6% كانت واقعةً في الفئة العمرية ما بين الخامسة والعشرين والرابعة والأربعين عاماً، ونسبة 18.1% كانت ما بين الخامسة والأربعين والرابعة والستين، ونسبة 6.6% كانت ضمن فئة الخامسة والستين عاماً فما فوق. يوجد لكل 100 أنثى 89.8 ذكر، ويوجد لكل 100 أنثى في الثامنة عشر من عمرها فما فوق 83.9 ذكر.
بلغ متوسط دخل الأسرة في المدينة 34,269 دولارًا، أما متوسط دخل العائلة فبلغ 36,541 دولارًا. وكان متوسط دخل الذكور 28,515 دولارًا مقابل 30,096 دولارًا للإناث. وسجل دخل الفرد الخاص بالمدينة 14,776 دولارًا. وكانت نسبة 19.4% من العائلات ونسبة 22.5% من السكان تحت خط الفقر، وكان من هؤلاء نسبة 30.5% تحت سن الثامنة عشر ونسبة 11.8% في الخامسة والستين من العمر وما فوق.

### تعداد عام 2010
بلغ عدد سكان إنغليووود 109,673 نسمة بحسب تعداد عام 2010، وبلغ عدد الأسر 36,389 أسرة وعدد العائلات 25,019 عائلة مقيمة في المدينة. في حين سجلت الكثافة السكانية 4,657 نسمة لكل كيلومتر مربع (12,061.6/ميل2). وبلغ عدد الوحدات السكنية 38,429 وحدة بمتوسط كثافة قدره 1,631.8 لكل كيلومتر مربع (4,226.3/ميل2).
وتوزع التركيب العرقي للمدينة بنسبة 23.31% من البيض و43.92% من الأمريكيين الأفارقة و0.68% من الأمريكيين الأصليين و1.35% من الأمريكيين ذوي الأصول الآسيوية و0.32% من سكان جزر المحيط الهادئ و26.31% من الأعراق الأخرى و4.10% من عرقين مختلطين أو أكثر و50.56% من الهسبانيون أو اللاتينيون من أي عرق.
بلغ عدد الأسر 36,389 أسرة كانت نسبة 42.1% منها لديها أطفال تحت سن الثامنة عشر تعيش معهم، وبلغت نسبة الأزواج القاطنين مع بعضهم البعض 36% من أصل المجموع الكلي للأسر، ونسبة 24.7% من الأسر كان لديها معيلات من الإناث دون وجود شريك، بينما كانت نسبة 8.1% من الأسر لديها معيلون من الذكور دون وجود شريكة وكانت نسبة 31.2% من غير العائلات. تألفت نسبة 25.7% من أصل جميع الأسر من عدة أفراد يعيشون في نفس المنزل ونسبة 7.6% كانت تتألف من شخص يعيش بمفرده يبلغ من العمر 65 عاماً أو أكثر. وبلغ متوسط حجم الأسرة المعيشية 2.97، أما متوسط حجم العائلات فبلغ 3.59.
بلغ العمر الوسطي للسكان 33.4 عاماً. وكانت نسبة 26.7% من القاطنين تحت سن الثامنة عشر، وكانت نسبة 10.8% بين الثامنة عشر والرابعة والعشرين عاماً، ونسبة 28.9% كانت واقعةً في الفئة العمرية ما بين الخامسة والعشرين والرابعة والأربعين عاماً، ونسبة 24.3% كانت ما بين الخامسة والأربعين والرابعة والستين، ونسبة 9.4% كانت ضمن فئة الخامسة والستين عاماً فما فوق. وتوزع التركيب الجنسي للسكان بنسبة 47.5% ذكور و52.5% إناث.

## أعلام
- أوماريون
- دينيس ويلسون
- تايرا بانكس
- إستر وليامز
- بيكي جي
- إدموند أوبراين
- بيغ جو تورنر
- تشارلز دوماس
- بيلي هيغينز
- سام بيكنباه